# Mignonette Patricia Durrant
Mignonette Patricia Durrant OJ (* 30. Mai 1943 in Jamaika; † 26. November 2019) war eine jamaikanische Diplomatin.

## Leben
Mignonette Patricia Durrant war Bachelor der University of the West Indies.
Von 1964 bis 1970 war sie Verwaltungsbeamtin im Landwirtschaftsministerium in Kington.
Von 1971 bis 1972 war sie Gesandtschaftssekretärin erster Klasse im Außenministerium.
Von 1972 bis 1974 war sie Ministerialrätin im Außenministerium.
Von 1974 bis 1977 war sie Gesandtschafträtin bei der Organisation Amerikanischer Staaten in Washington, D.C.
Von 1977 bis 1981 war sie stellvertretende Abteilungsleiterin in der Abteilung Politik im Außenministerium in Kingston.
Von 1981 bis 1983 war sie Stellvertretende Direktorin im Außenministerium in Kingston.
Von 1983 bis 1987 war sie Vertreterin des ständigen Vertreters der jamaikanischen Regierung beim UN-Hauptquartier.
Von 16. Januar 1987 bis 1992 war sie Botschafterin in Bonn, zeitgleich war sie mit Sitz in Bonn
beim Heiligen Stuhl, in Tel Aviv, Den Haag und Bern akkreditiert.
Von 1992 bis 1995 war sie Generaldirektorin im jamaikanischen Außenministerium.
Von 7. Juni 1995 bis 2002 war sie ständige Vertreterin der jamaikanischen Regierung beim UN-Hauptquartier.
| Vorgänger              | Amt                                                                            | Nachfolger                     |
| ---------------------- | ------------------------------------------------------------------------------ | ------------------------------ |
| Glaister George Duncan | Jamaikanische Botschafterin in Bonn 16. Januar 1987 bis 1992                   | Peter Carlysle de Brasse Black |
| Glaister George Duncan | Jamaikanische Botschafterin beim Heiligen Stuhl 22. Januar 1988 bis 1992       | Peter Carlysle de Brasse Black |
| Lucille M. Mair        | Jamaikanische ständige Vertreterin beim UN-Hauptquartier 7. Juni 1995 bis 2002 | Stafford Neil                  |